# Mujdei

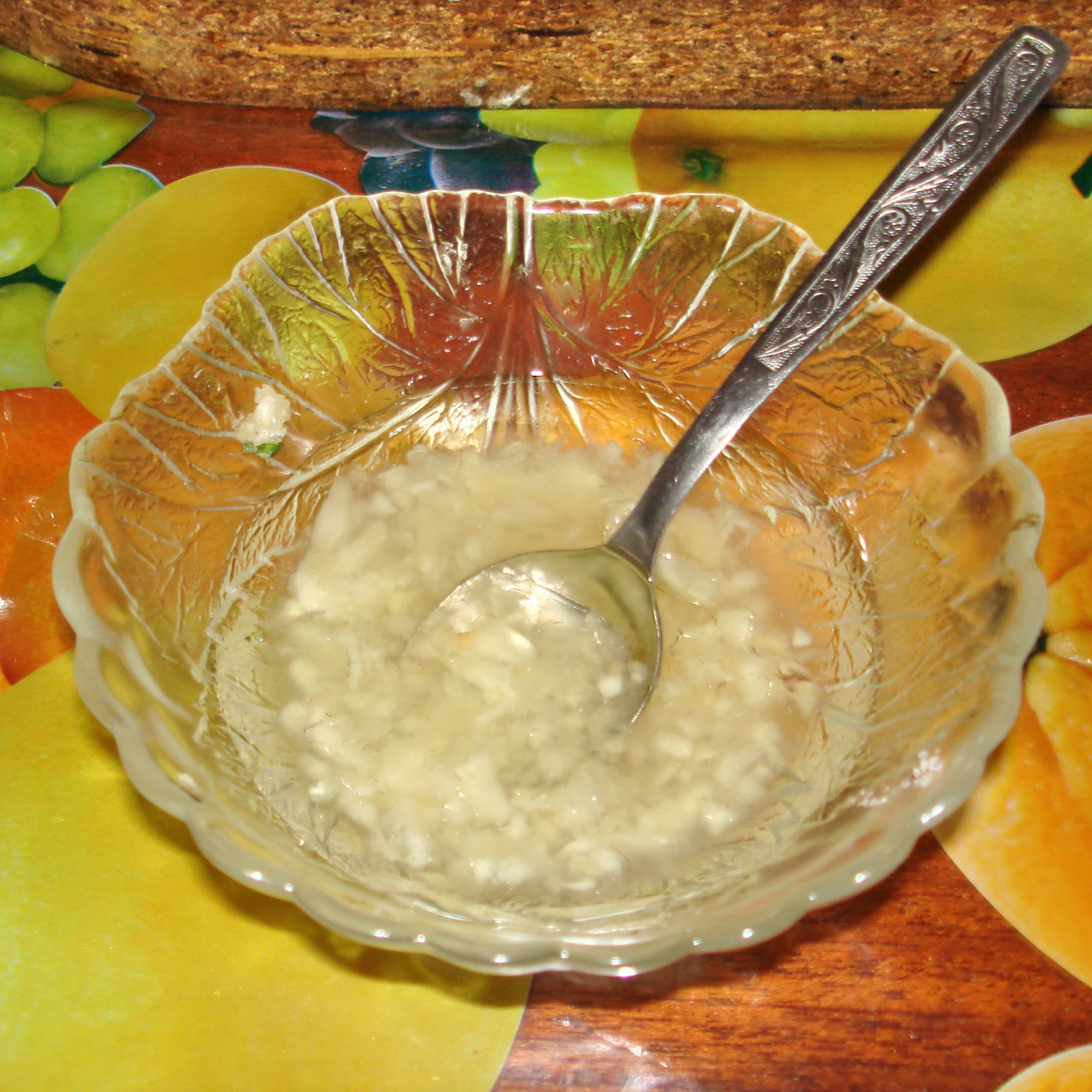
Mujdei

Mujdei ist eine rumänische Knoblauchsoße. Als Herkunft des Wortes wird oft eine Verballhornung des französischen mousse d'ail (Knoblauch-Mousse) angenommen, ist aber eine Wortzusammensetzung aus must (von lat. mustum, Most oder Wein) + aiu (der Knoblauch, von lat. allium).

## Wortherkunft
Das rumänische Wort „ai“ für Knoblauch wird fast in ganz Transsylvanien und im Banat gebraucht. Von „ai“ hat sich das Verb „a ai“ mit der Bedeutung „das Essen mit Knoblauch würzen“ gebildet, sowie das Adjektiv „ait, -ă“, was „mit Knoblauch zubereitet“ bedeutet (z. B. Würste und Brühe), und auch das Substantiv mujdai (must de ai) mit der Bedeutung „Knoblauchmost“. Aus mujdai hat sich das Verb mojdăi mit zwei Bedeutungen gebildet: transitiv für „Saft herstellen“ (am pus în coș mere peste prune și toate prunele le-am mojdăit: „ich habe im Korb Äpfel über Pflaumen gelegt und aus allen Pflaumen den Saft herausgedrückt“) und reflexiv für „saftig werden, zu Saft werden“ (de greutatea ce era peste ele, prunele mi s-au mojdăit: „wegen des Gewichts, das über ihnen lag, wurden meine Pflaumen zu Saft“). Die Wandlung vollzog sich weiter mit den Wortvarianten mojdai und mojdei: für das u wurde ein o eingesetzt, daraus wurde mujdei.

## Zubereitungen
Zur Vorbereitung schält man Knoblauchzehen und schneidet sie in Scheiben. Diese werden zusammen mit Speisesalz, Zitronensaft, Öl und evtl. Chilischote zerdrückt. Diese pastöse Masse wird anschließend mit heißem Wasser aufgerührt. Durch das Übergießen mit dem heißen Wasser wird dem Knoblauch die Bitterkeit entzogen.  Allein die Verwendung der Flüssigkeit verleiht jedem Gericht ein intensives Knoblaucharoma. Sie wird als Beigabe zu Fleisch, Fisch, Gemüse oder Mămăligă verwendet. Häufig wird in Rumänien dann der Knoblauch mit heißer Fleischbrühe aufgegossen. Es gibt zahlreiche Variationen der Zubereitung und außer Knoblauch und Öl weitere Zutaten, unter anderem mit saurer Sahne oder Essig.